# Proiphys amboinensis
Proiphys amboinensis är en amaryllisväxtart som först beskrevs av Carl von Linné, och fick sitt nu gällande namn av Herb.. Proiphys amboinensis ingår i släktet Proiphys och familjen amaryllisväxter. Inga underarter finns listade i Catalogue of Life.

## Bildgalleri

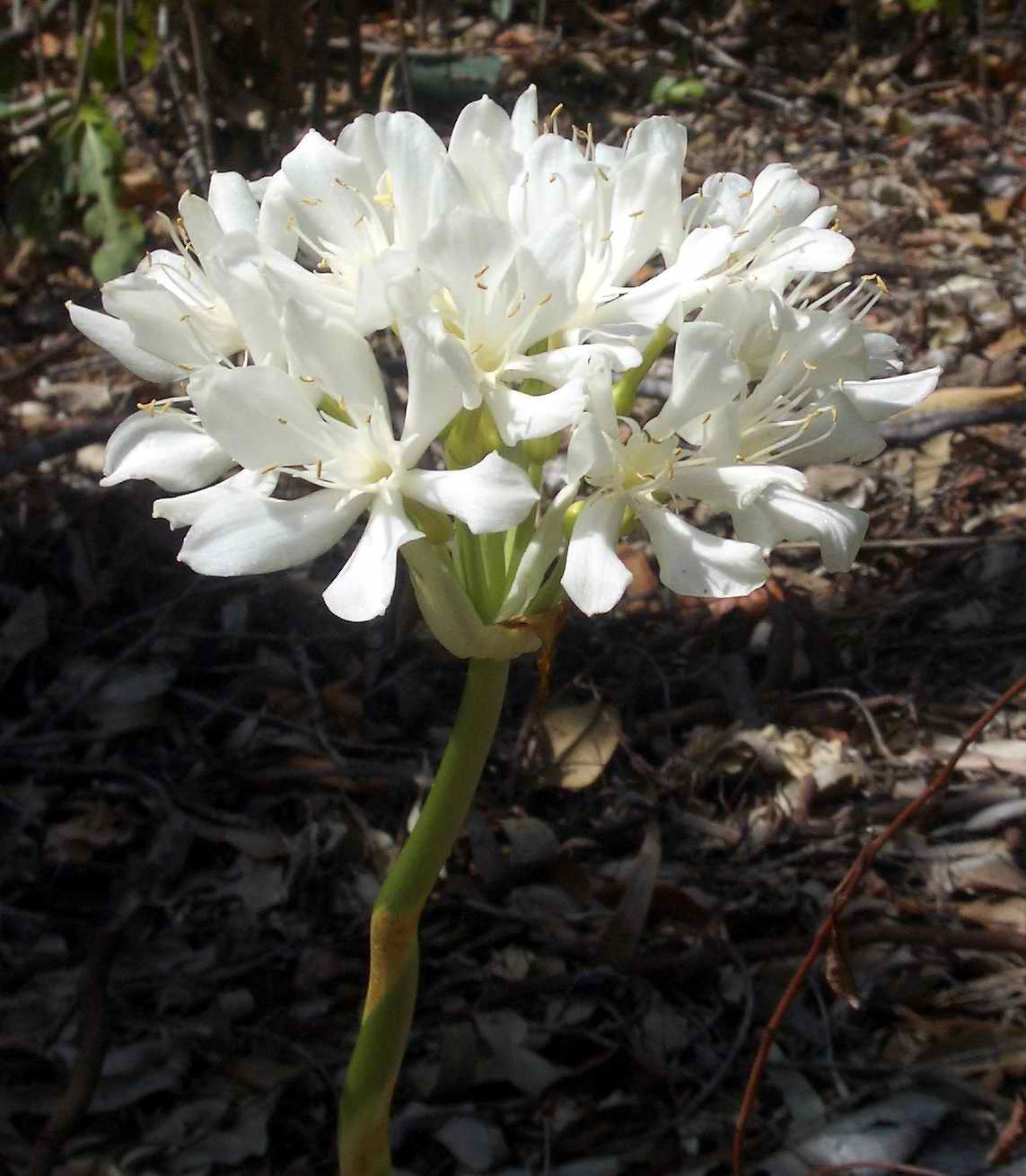
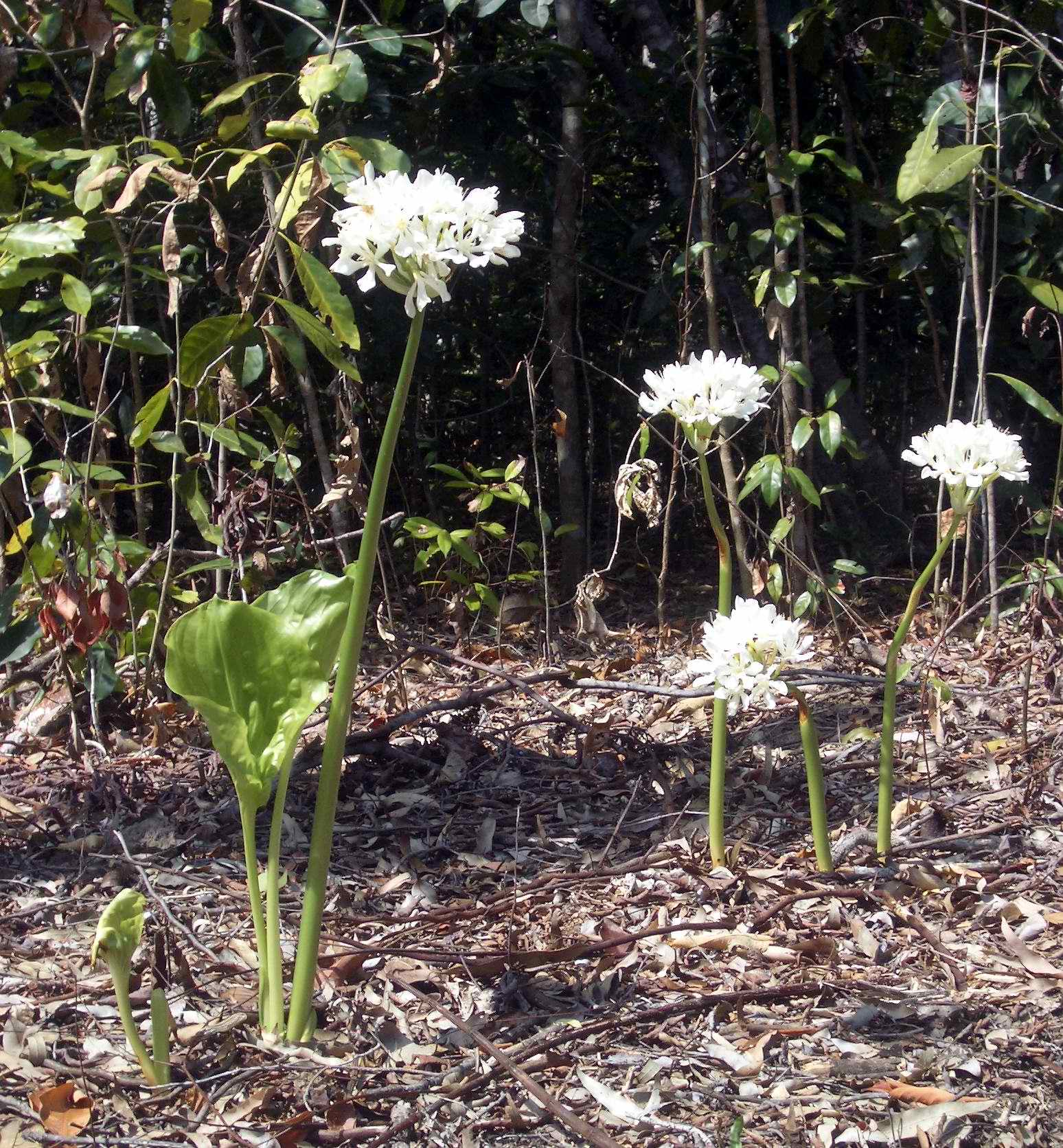
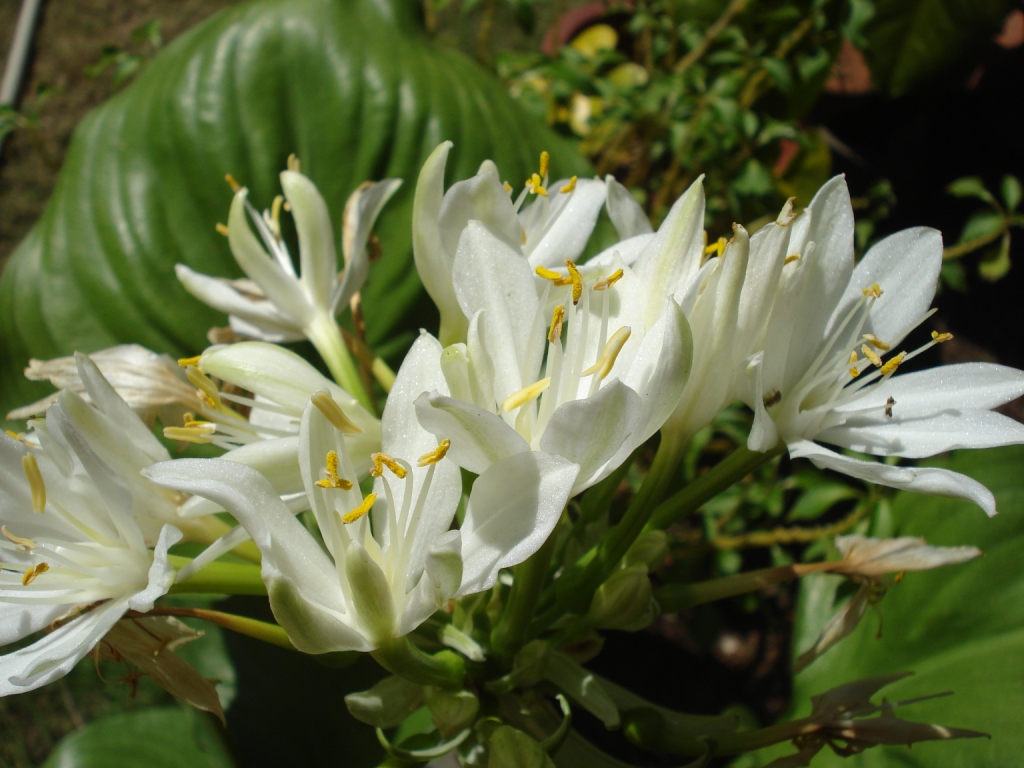
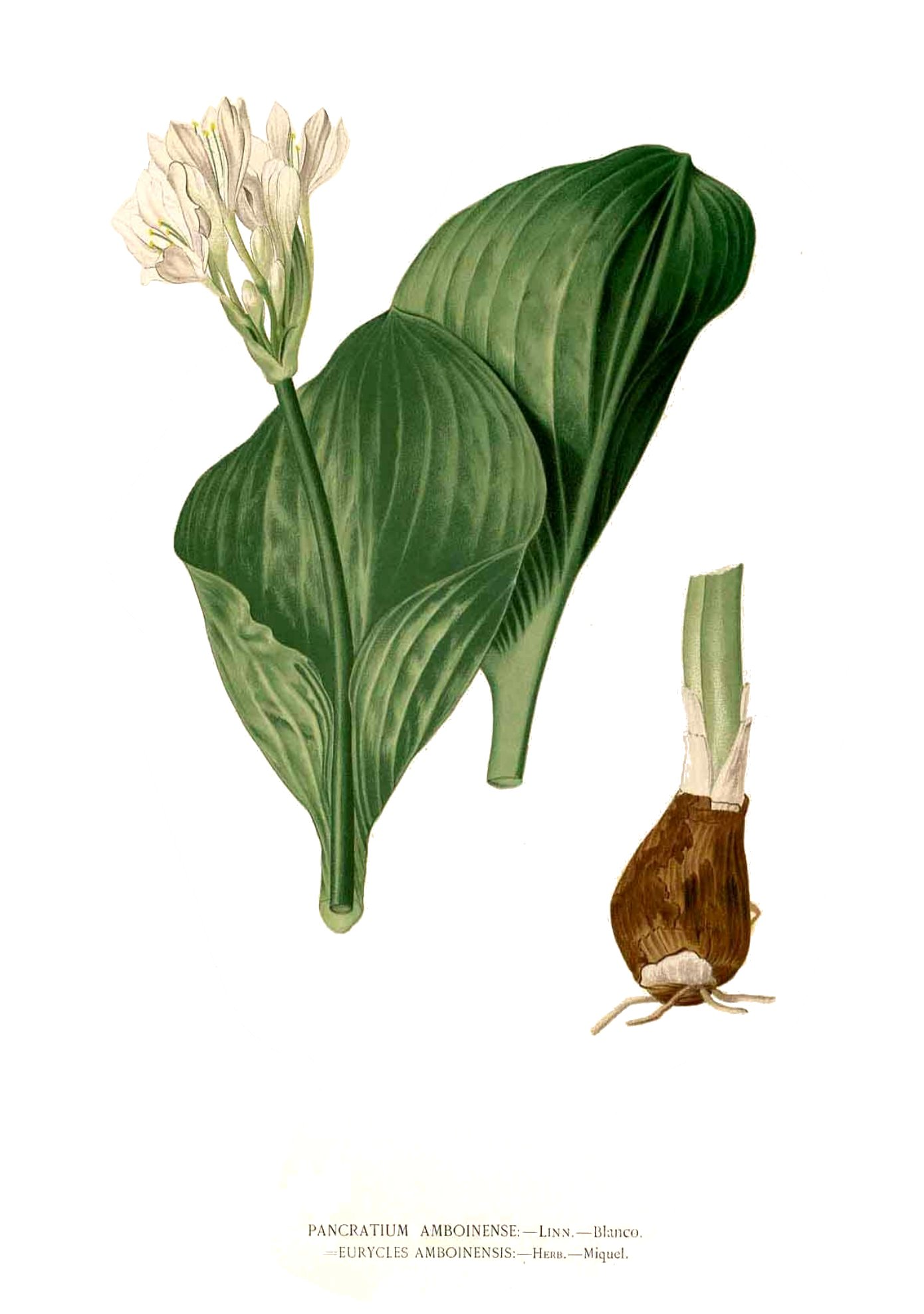